# Peter Poschwatta
Peter Poschwatta (* 16. September 1934 in Schwerin; † 23. Juli 2019) war ein deutscher Brigadegeneral. Er war von 1983 bis 1991 Kommandeur der Fernmeldeschule und Fachschule des Heeres für Elektrotechnik.

## Leben
Poschwatta erlangte das Abitur und trat 1956 als Funker in die Bundeswehr ein. Er absolvierte eine Offiziersausbildung und wurde 1957 zum Leutnant ernannt. 1968 folgte seine Beförderung zum Major und 1983 schließlich die zum Brigadegeneral. In den dazwischen liegenden Jahren war er unter anderem Kompaniechef beim Fernmeldebataillon 210 und 230 sowie Kommandeur des Fernmeldebataillons der 7. Panzerdivision. Er arbeitete auch als Referent und Referatsleiter für die Personalführung der Offiziere des Fernmeldetrupps (Heer) des Bundesministeriums der Verteidigung. Am 1. Oktober 1983 wurde er Kommandeur der „Fernmeldeschule und Fachschule des Heeres für Elektrotechnik“, wo er zuvor unter anderem bereits als S3-Offizier, S1-Stabsoffizier und Inspektionschef tätig gewesen war.
Von 1996 bis 2008 war er Mitglied des Stadtrats der oberbayerischen Kreisstadt Weilheim.
Poschwatta war verheiratet und hatte drei Kinder. Generalleutnant Thorsten Poschwatta ist sein Sohn; Generalmajor Siegfried Poschwatta ist sein Bruder.